# جولي هاوغ أندرسون
جولي هاوغ أندرسون هي مدربة كرة قدم ولاعبة كرة قدم دنماركية، ولدت في 2 يناير 1970 في الدنمارك في مملكة الدنمارك. شاركت مع منتخب الدنمارك لكرة القدم للسيدات. أما مع النوادي، فقد لعبت مع Fortuna Hjørring ‏.